# Marten Waefelaerts
Marten Waefelaerts (1748 - 1799) was een Belgisch kunstschilder uit de late 18e eeuw.
Hij was wellicht Antwerpenaar van geboorte maar voor het overige is er weinig concreets over hem gekend. 
Hij was werkzaam in de jaren 1790-1800. In het salon 1792 in Gent stelde hij drie landschappen tentoon. Tijdens het Salon 1793 van de "Konstmaetschappije" in de Schermerzaal in Antwerpen toonde hij vier marines : "Schepen op een stroom bij zonsondergang, " Schepen op een ontstuimige rivier", "Een Hollands jacht op de Schelde voor Antwerpen" en "De Schelde met zicht op een kade te Antwerpen". Hij zou ook religieuze themas geschilderd hebben en gravures hebben gemaakt. Andere schrijfwijzen van zijn familienaam zijn Waeffelaer en Waffelaerts.